# البشاویل
ال بشاویل یک منطقهٔ مسکونی در یمن است که در استان صنعا واقع شده‌است.